# Basse-ville de Québec (Bas-Canada)
Basse-ville de Québec est un district électoral de la Chambre d'assemblée du Bas-Canada ayant existé de 1792 à 1838.

## Histoire
Son territoire correspond à la partie basse de la cité de Québec. Basse-ville de Québec est l'un des 27 districts électoraux instaurés lors de la création du Bas-Canada par l'Acte constitutionnel de 1791. Il s'agit d'un district représenté conjointement par deux députés, parfois d’allégeance différente. Il est suspendu de 1838 à 1841 en raison de la rébellion des Patriotes. À partir de 1841, le district est fusionné avec Haute-ville de Québec au sein du Parlement de la province du Canada.

## Liste des députés

### Siègeno1
| Années | Années      | Député                 | Parti       |
| ------ | ----------- | ---------------------- | ----------- |
|        | 1792 - 1796 | Robert Lester          | Bureaucrate |
|        | 1796 - 1800 | Augustin-Jérôme Raby   | Canadien    |
|        | 1800 - 1804 | Robert Lester          | Bureaucrate |
|        | 1804 - 1808 | Irumberry de Salaberry | Canadien    |
|        | 1808 - 1809 | John Jones             | Indépendant |
|        | 1809 - 1810 | John Jones             | Bureaucrate |
|        | 1810 - 1814 | Pierre Bruneau         | Canadien    |
|        | 1814 - 1816 | Pierre Bruneau         | Canadien    |
|        | 1816 - 1820 | François Languedoc     | Indépendant |
|        | 1820 - 1820 | Thomas Lee             | Canadien    |
|        | 1820 - 1824 | Jean Bélanger          | Canadien    |
|        | 1824 - 1827 | Jean Bélanger          | Canadien    |
|        | 1827 - 1828 | Jean Bélanger          | Patriote    |
|        | 1828 - 1830 | Thomas Lee             | Patriote    |
|        | 1830 - 1832 | Thomas Lee             | Patriote    |
|        | 1832 - 1834 | George Vanfelson       | Patriote    |
|        | 1834 - 1837 | George Vanfelson       | Patriote    |
|        | 1837 - 1838 | John Munn              | Bureaucrate |

### Siègeno2
| Années | Années      | Député                  | Parti       |
| ------ | ----------- | ----------------------- | ----------- |
|        | 1792 - 1796 | John Young              | Bureaucrate |
|        | 1796 - 1800 | John Young              | Bureaucrate |
|        | 1800 - 1804 | John Young              | Bureaucrate |
|        | 1804 - 1808 | John Young              | Bureaucrate |
|        | 1808 - 1809 | Pierre-Stanislas Bédard | Canadien    |
|        | 1809 - 1810 | Pierre-Stanislas Bédard | Canadien    |
|        | 1810 - 1814 | John Mure               | Bureaucrate |
|        | 1814 - 1816 | Andrew Stuart           | Canadien    |
|        | 1816 - 1820 | Andrew Stuart           | Canadien    |
|        | 1820 - 1820 | Peter Burnet            | Indépendant |
|        | 1820 - 1824 | James McCallum          | Bureaucrate |
|        | 1824 - 1827 | Thomas Ainslie Young    | Bureaucrate |
|        | 1827 - 1830 | Thomas Ainslie Young    | Bureaucrate |
|        | 1830 - 1834 | Thomas Ainslie Young    | Bureaucrate |
|        | 1834 - 1838 | Hippolyte Dubord        | Indépendant |